# Renneval
Renneval est une commune française située dans le département de l'Aisne, en région Hauts-de-France.

## Géographie

### Description

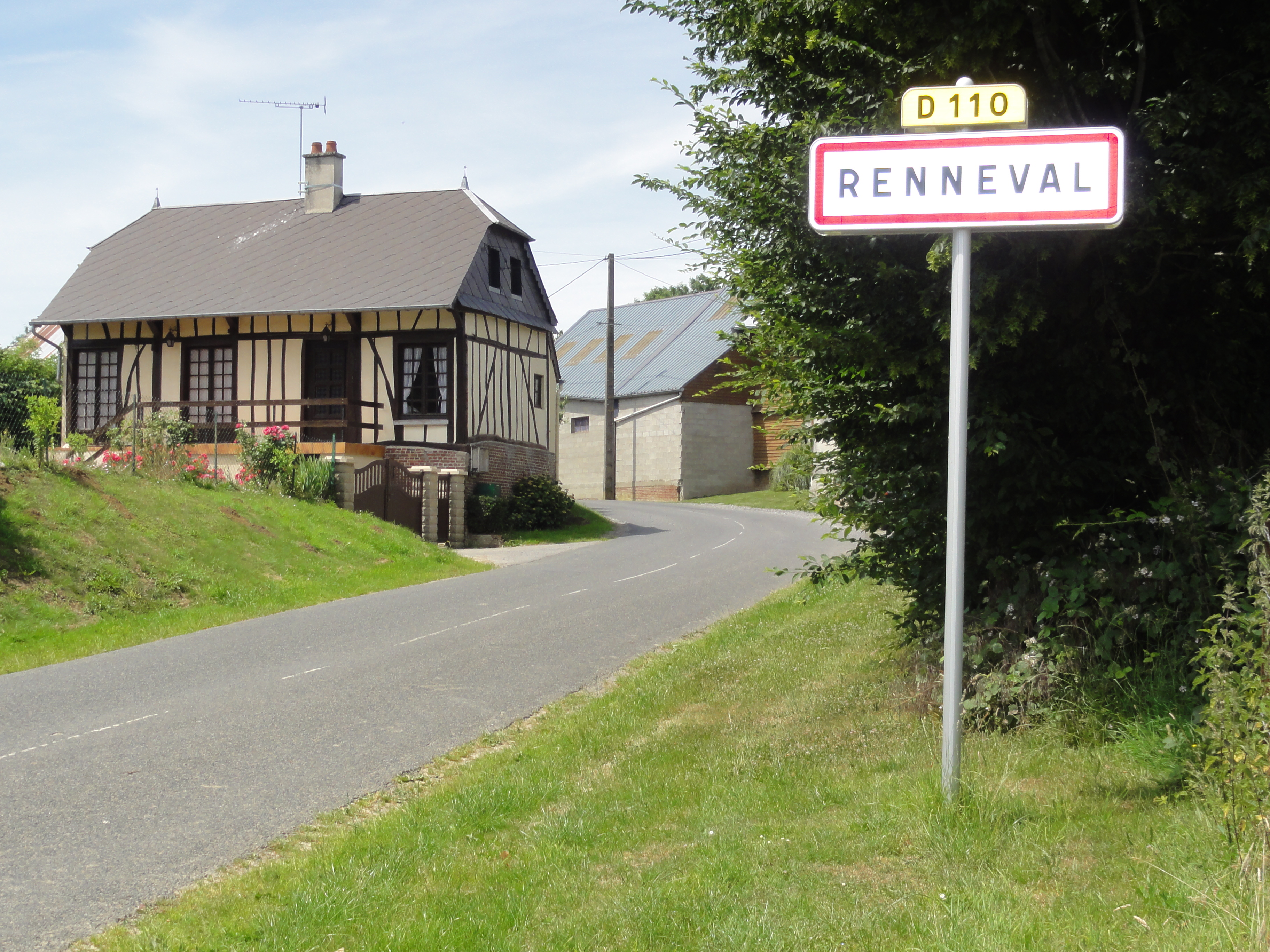
Entrée du village.

Le village se dresse aussi haut que la butte de Laon, il a donc droit aux assauts de la neige assez tôt du fait de l'altitude, mais aussi aux premiers rayons de soleil.

### Hydrographie
La commune est située dans le bassin Seine-Normandie. Elle n'est drainée par aucun cours d'eau,.

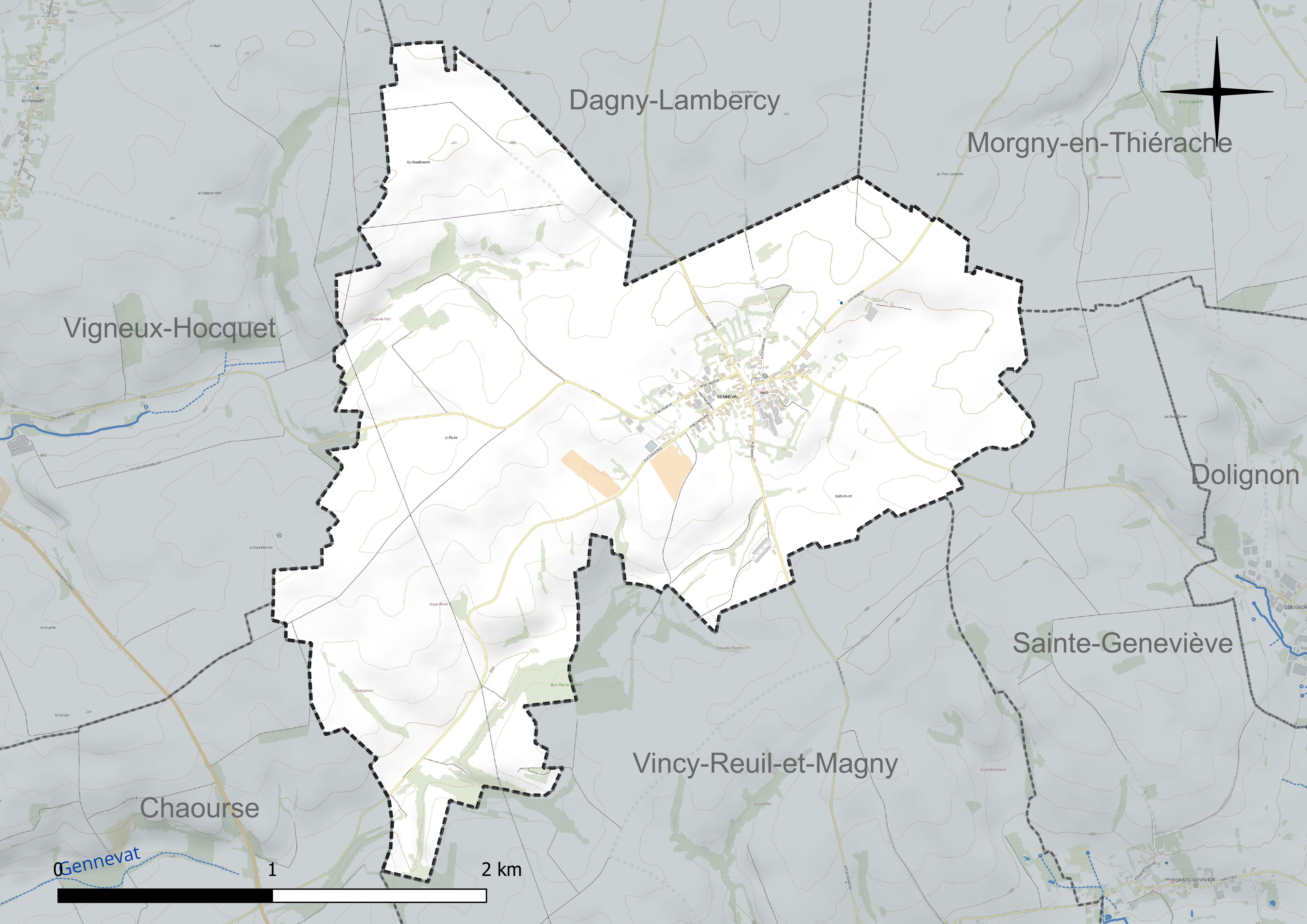
Réseau hydrographique de Renneval.

### Climat
Pour des articles plus généraux, voir Climat des Hauts-de-France et Climat de l'Aisne.
En 2010, le climat de la commune est de type climat des marges montargnardes, selon une étude du CNRS s'appuyant sur une série de données couvrant la période 1971-2000. En 2020, Météo-France publie une typologie des climats de la France métropolitaine dans laquelle la commune est exposée à un climat océanique altéré et est dans la région climatique Nord-est du bassin Parisien, caractérisée par un ensoleillement médiocre, une pluviométrie moyenne régulièrement répartie au cours de l'année et un hiver froid (3 °C).
Pour la période 1971-2000, la température annuelle moyenne est de 9,7 °C, avec une amplitude thermique annuelle de 15,2 °C. Le cumul annuel moyen de précipitations est de 902 mm, avec 13,2 jours de précipitations en janvier et 9,9 jours en juillet. Pour la période 1991-2020, la température moyenne annuelle observée sur la station météorologique la plus proche, située sur la commune de Fontaine-lès-Vervins à 16 km à vol d'oiseau, est de 10,5 °C et le cumul annuel moyen de précipitations est de 826,3 mm,. Pour l'avenir, les paramètres climatiques de la commune estimés pour 2050 selon différents scénarios d'émission de gaz à effet de serre sont consultables sur un site dédié publié par Météo-France en novembre 2022.

## Urbanisme

### Typologie
Au 1er janvier 2024, Renneval est catégorisée commune rurale à habitat dispersé, selon la nouvelle grille communale de densité à 7 niveaux définie par l'Insee en 2022.
Elle est située hors unité urbaine et hors attraction des villes,.

### Occupation des sols
L'occupation des sols de la commune, telle qu'elle ressort de la base de données européenne d'occupation biophysique des sols Corine Land Cover (CLC), est marquée par l'importance des territoires agricoles (94,5 % en 2018), une proportion identique à celle de 1990 (94,5 %). La répartition détaillée en 2018 est la suivante : 
terres arables (74,4 %), prairies (20 %), zones urbanisées (5,5 %).
L'évolution de l'occupation des sols de la commune et de ses infrastructures peut être observée sur les différentes représentations cartographiques du territoire : la carte de Cassini (XVIIIe siècle), la carte d'état-major (1820-1866) et les cartes ou photos aériennes de l'IGN pour la période actuelle (1950 à aujourd'hui).

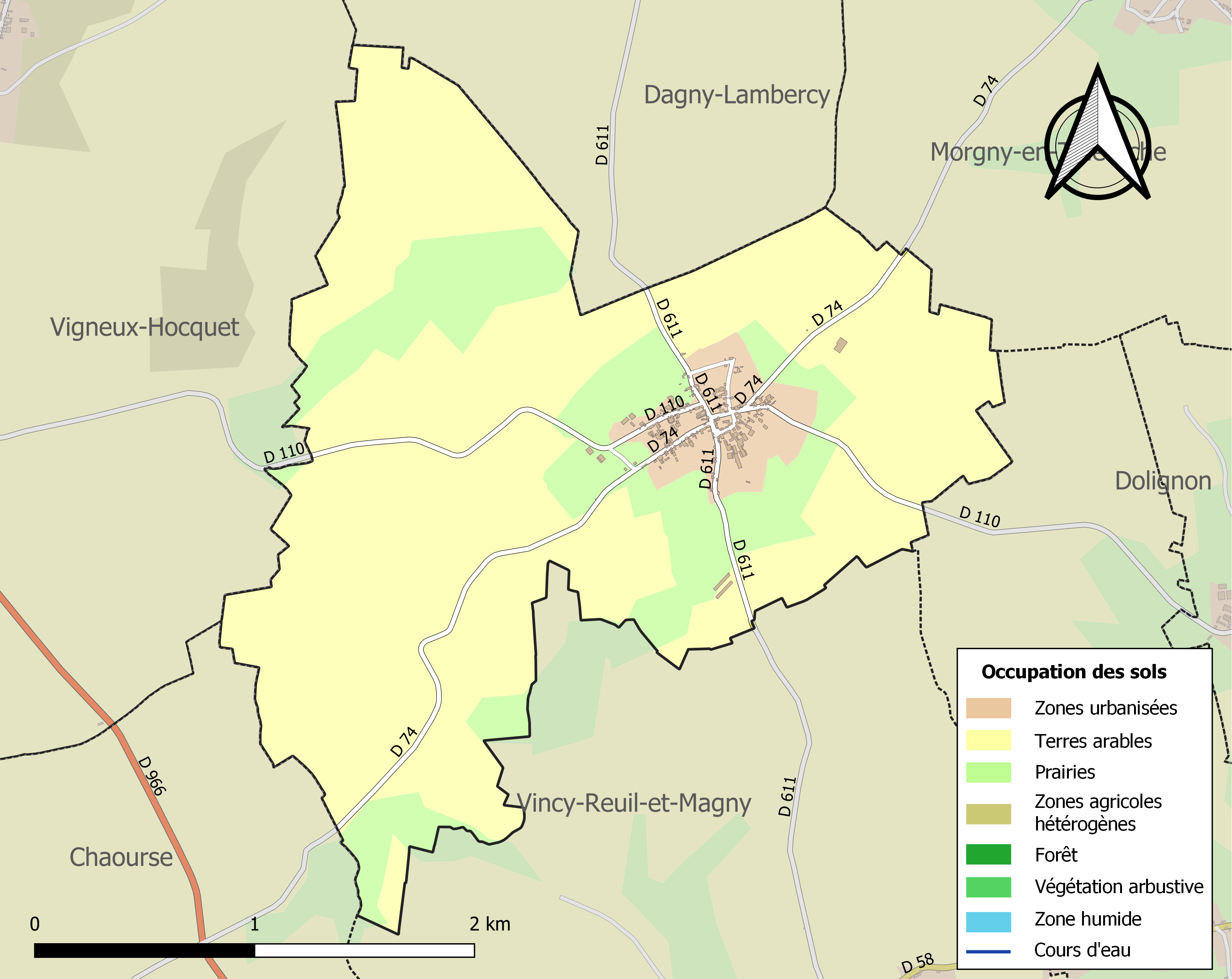
Carte de l'occupation des sols de la commune en 2018 (CLC).

### Habitat et logement
En 2018, le nombre total de logements dans la commune était de 59, alors qu'il était de 58 en 2013 et de 60 en 2008.
Parmi ces logements, 79,5 % étaient des résidences principales, 11,9 % des résidences secondaires et 8,5 % des logements vacants. Ces logements étaient pour 100 % d'entre eux des maisons individuelles et pour 0 % des appartements.
Le tableau ci-dessous présente la typologie des logements à Renneval en 2018 en comparaison avec celle de l'Aisne et de la France entière. Une caractéristique marquante du parc de logements est ainsi une proportion de résidences secondaires et logements occasionnels (11,9 %) supérieure à celle du département (3,5 %) et à celle de la France entière (9,7 %). Concernant le statut d'occupation de ces logements, 85,1 % des habitants de la commune sont propriétaires de leur logement (83 % en 2013), contre 61,6 % pour l'Aisne et 57,5 pour la France entière.
| Typologie                                               | Renneval | Aisne | France entière |
| ------------------------------------------------------- | -------- | ----- | -------------- |
| Résidences principales (en %)                           | 79,5     | 86,7  | 82,1           |
| Résidences secondaires et logements occasionnels (en %) | 11,9     | 3,5   | 9,7            |
| Logements vacants (en %)                                | 8,5      | 9,8   | 8,2            |

## Toponymie
Le nom du village apparaît pour la première fois en 1220 dans une charte de l'abbaye de Saint-Denis sous l'appellation de Raineval. L'orthographe variera ensuite  en fonction des différents transcripteurs : Rayneval, Reneval, Reyneval, Raynneval, Rainevalle, Rennevalle en 1684 et enfin l'orthographe actuelle Renneval sur la carte de Cassini vers 1750.

## Histoire

Renneval au tout début du XXe siècle.
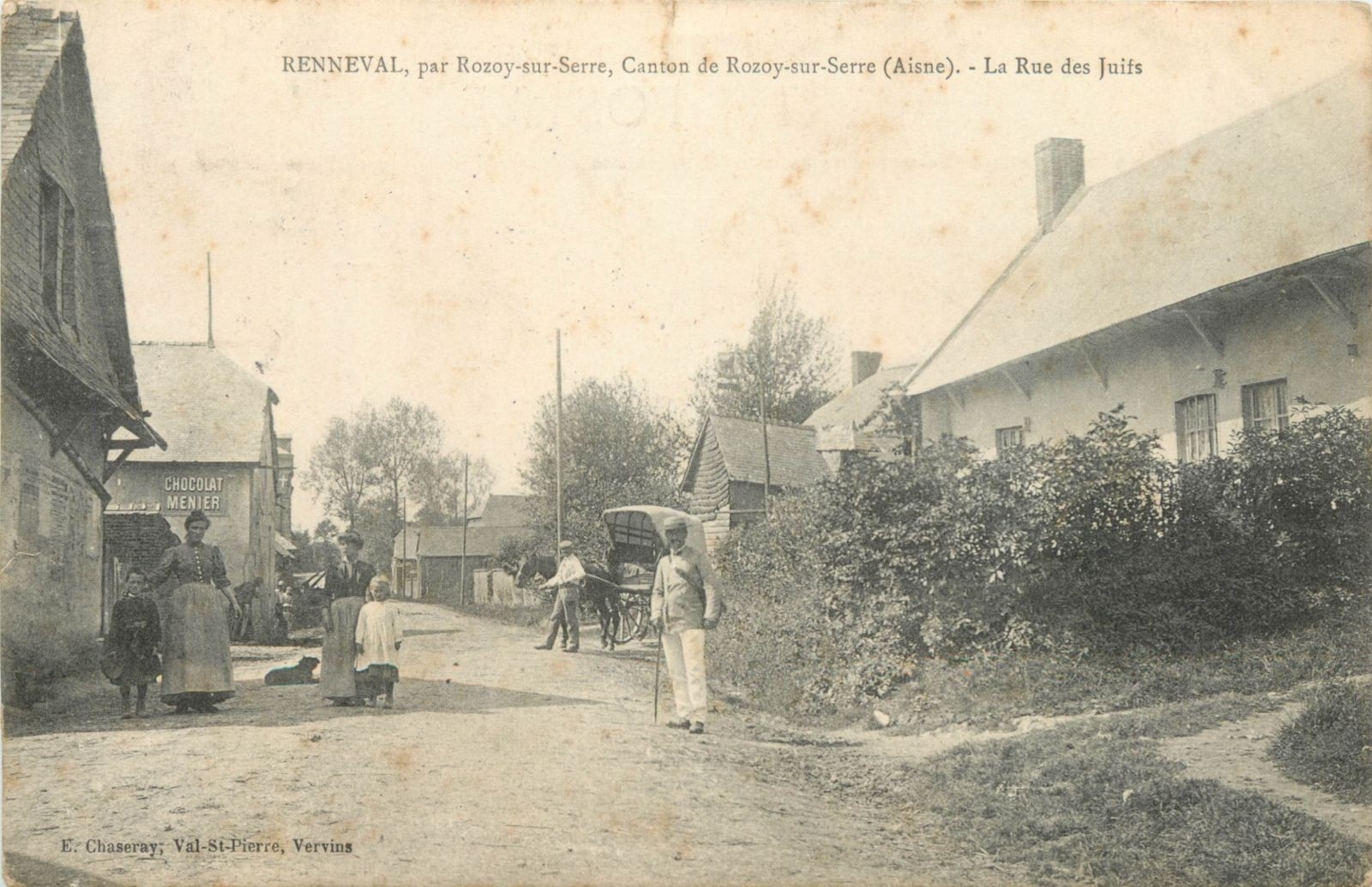
La rue des Juifs.

## Politique et administration

### Rattachements administratifs et électoraux
Rattachements administratifs
La commune se trouvait depuis 1801 dans l'arrondissement de Laon du département de l'Aisne. Par arrêté préfectoral du 20 décembre 2016, la commune en est détachée le 1er janvier 2017 pour intégrer l'arrondissement de Vervins,.
Elle faisait partie depuis 1804 du canton de Rozoy-sur-Serre. Dans le cadre du redécoupage cantonal de 2014 en France, cette circonscription administrative territoriale a disparu, et le canton n'est plus qu'une circonscription électorale.
Rattachements électoraux
Pour les élections départementales, la commune fait partie depuis 2014 du canton de Vervins
Pour l'élection des députés, elle fait partie de la première circonscription de l'Aisne.

### Intercommunalité
La commune de Renneval est membre de la communauté de communes des Portes de la Thiérache, un établissement public de coopération intercommunale (EPCI) à fiscalité propre créé le 22 décembre 1997 dont le siège est à Rozoy-sur-Serre. Ce dernier est par ailleurs membre d'autres groupements intercommunaux.

### Liste des maires
| Période                                  | Période                       | Identité             | Étiquette | Qualité                                                                                        |
| ---------------------------------------- | ----------------------------- | -------------------- | --------- | ---------------------------------------------------------------------------------------------- |
| avant 1875                               | après 1876                    | M. G. Ronsin         |           |                                                                                                |
| Les données manquantes sont à compléter. |                               |                      |           |                                                                                                |
| mars 1971                                | juin 1995                     | Joseph Braem         |           | Assureur Maire de Montcornet (1995 → 2001) Conseiller général de Rozoy-sur-Serre (1982 → 2008) |
| juin 1995                                | mai 2020                      | Pierre Braem         | LR        | Frère du précédent                                                                             |
| mai 2020                                 | juillet 2021                  | Céline Bury-Hanon    |           | Employée                                                                                       |
| juillet 2021                             | En cours (au 30 janvier 2022) | Hervé Van Coppenolle |           | Exploitant agricole                                                                            |

## Démographie
L'évolution du nombre d'habitants est connue à travers les recensements de la population effectués dans la commune depuis 1793. Pour les communes de moins de 10 000 habitants, une enquête de recensement portant sur toute la population est réalisée tous les cinq ans, les populations de référence des années intermédiaires étant quant à elles estimées par interpolation ou extrapolation. Pour la commune, le premier recensement exhaustif entrant dans le cadre du nouveau dispositif a été réalisé en 2007.

En 2022, la commune comptait 127 habitants, en évolution de +5,83 % par rapport à 2016 (Aisne : −1,97 %, France hors Mayotte : +2,11 %).
| 1793 | 1800 | 1806 | 1821 | 1831 | 1836 | 1841 | 1846 | 1851 |
| ---- | ---- | ---- | ---- | ---- | ---- | ---- | ---- | ---- |
| 312  | 379  | 438  | 432  | 490  | 503  | 501  | 456  | 425  |

| 1856 | 1861 | 1866 | 1872 | 1876 | 1881 | 1886 | 1891 | 1896 |
| ---- | ---- | ---- | ---- | ---- | ---- | ---- | ---- | ---- |
| 406  | 395  | 391  | 375  | 356  | 353  | 309  | 308  | 277  |

| 1901 | 1906 | 1911 | 1921 | 1926 | 1931 | 1936 | 1946 | 1954 |
| ---- | ---- | ---- | ---- | ---- | ---- | ---- | ---- | ---- |
| 293  | 299  | 264  | 221  | 235  | 214  | 208  | 233  | 219  |

| 1962 | 1968 | 1975 | 1982 | 1990 | 1999 | 2006 | 2007 | 2012 |
| ---- | ---- | ---- | ---- | ---- | ---- | ---- | ---- | ---- |
| 219  | 184  | 181  | 161  | 163  | 133  | 131  | 131  | 134  |

| 2017 | 2022 | - | - | - | - | - | - | - |
| ---- | ---- | - | - | - | - | - | - | - |
| 113  | 127  | - | - | - | - | - | - | - |

## Culture locale et patrimoine

### Lieux et monuments
- Église Notre-Dame, l'une des églises fortifiées de la Thiérache et son herbier, unique en Thiérache.

L'église Notre-Dame
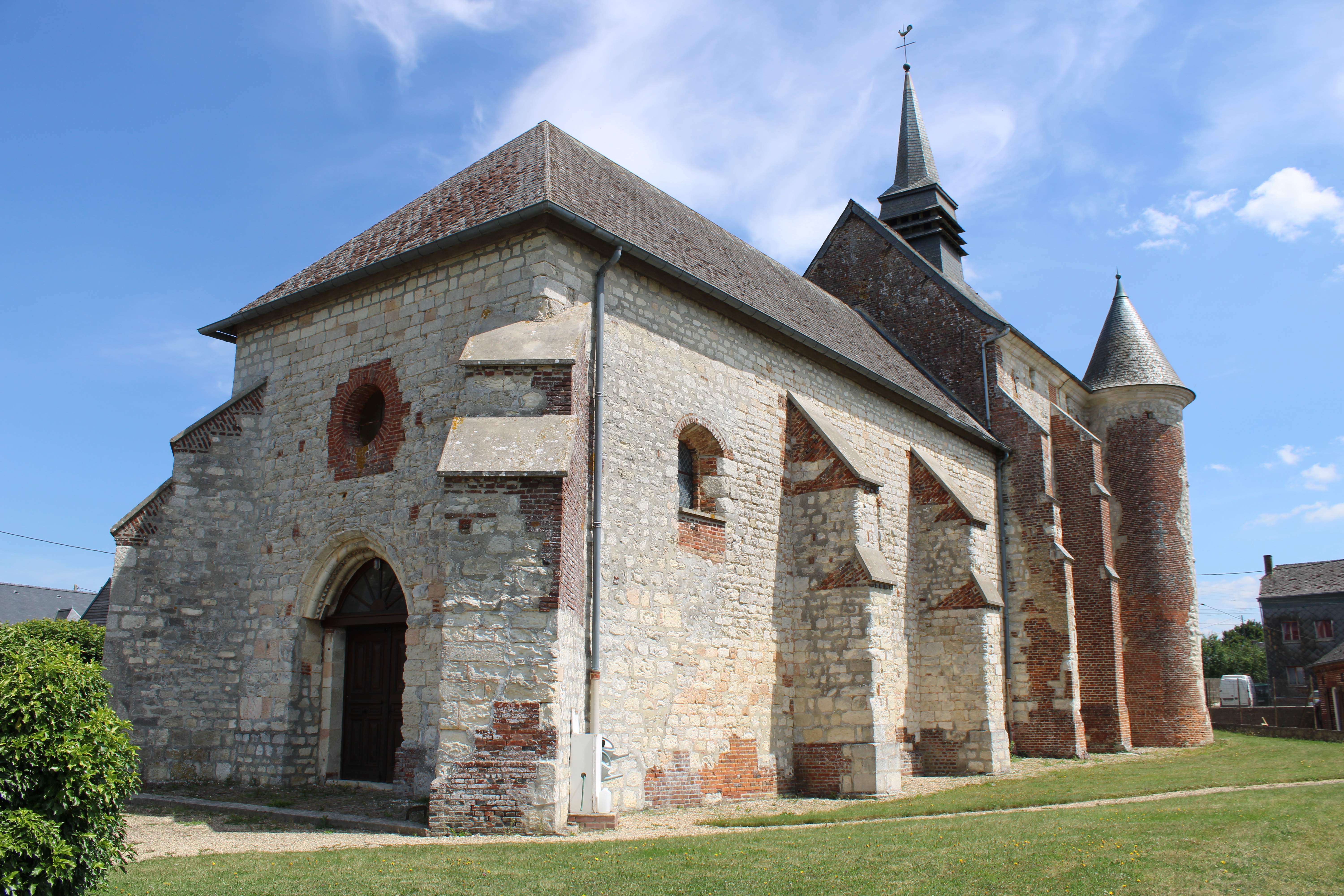
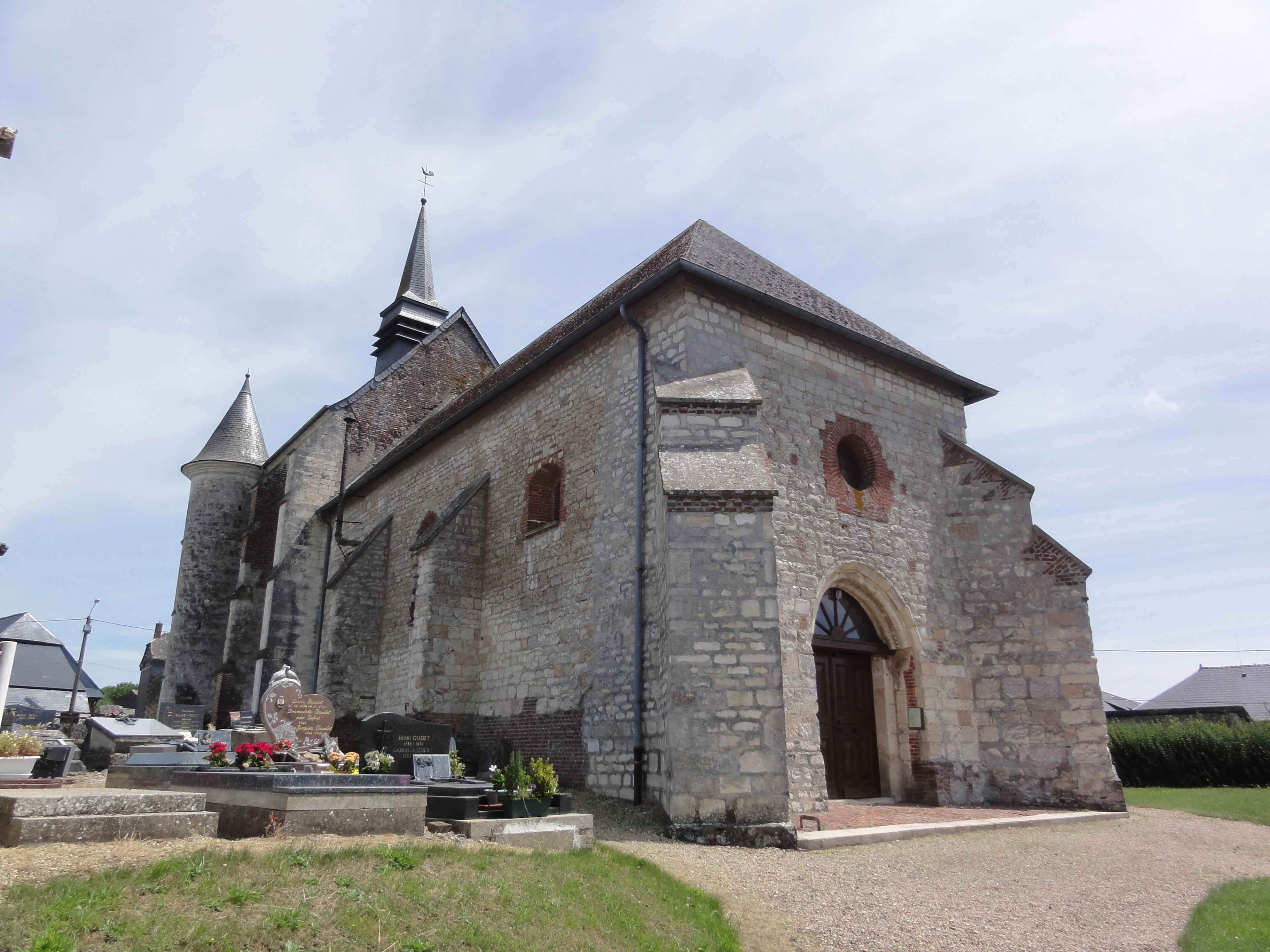
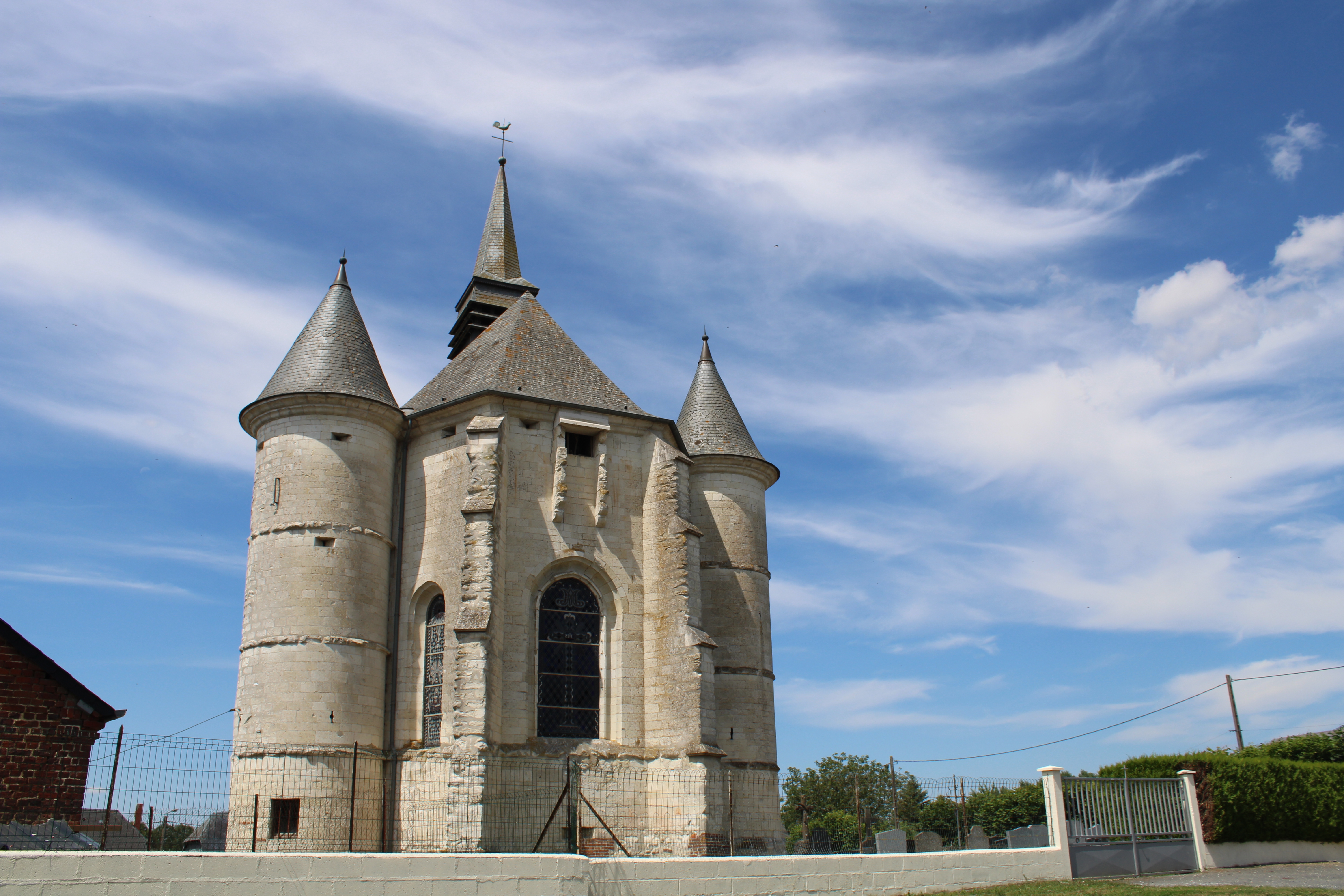
Chevet
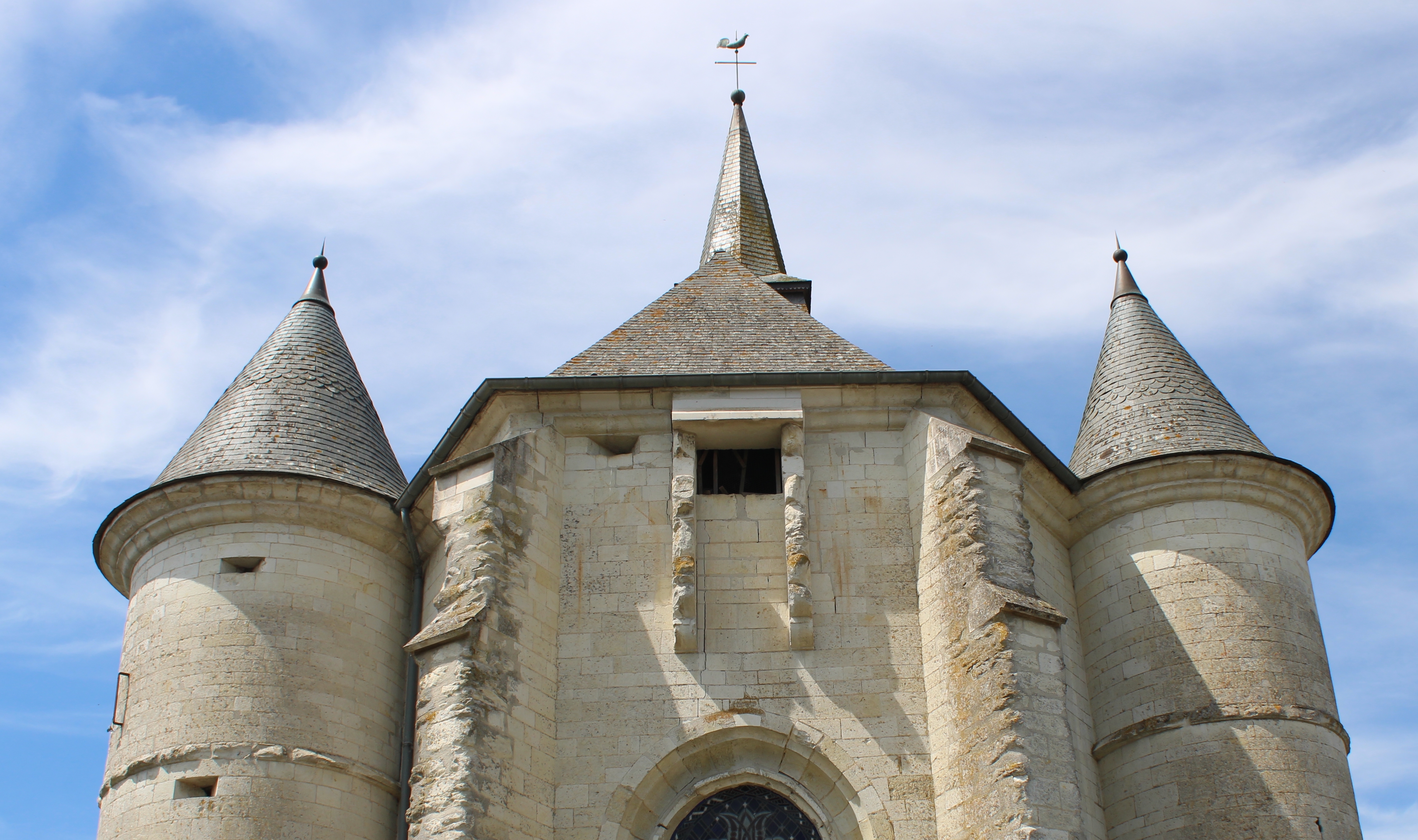
Détail des fortifications du chevet

- Le château a gardé sa façade en briques, un incontournable du circuit de visite du village.
- Le château d'eau[pourquoi ?].
- Le monument aux morts, à côté de l'église.

- Pigeonnier.
- Salle des fêtes.
- Chemin du tour de ville complètement à l'abandon depuis le milieu des années 2021

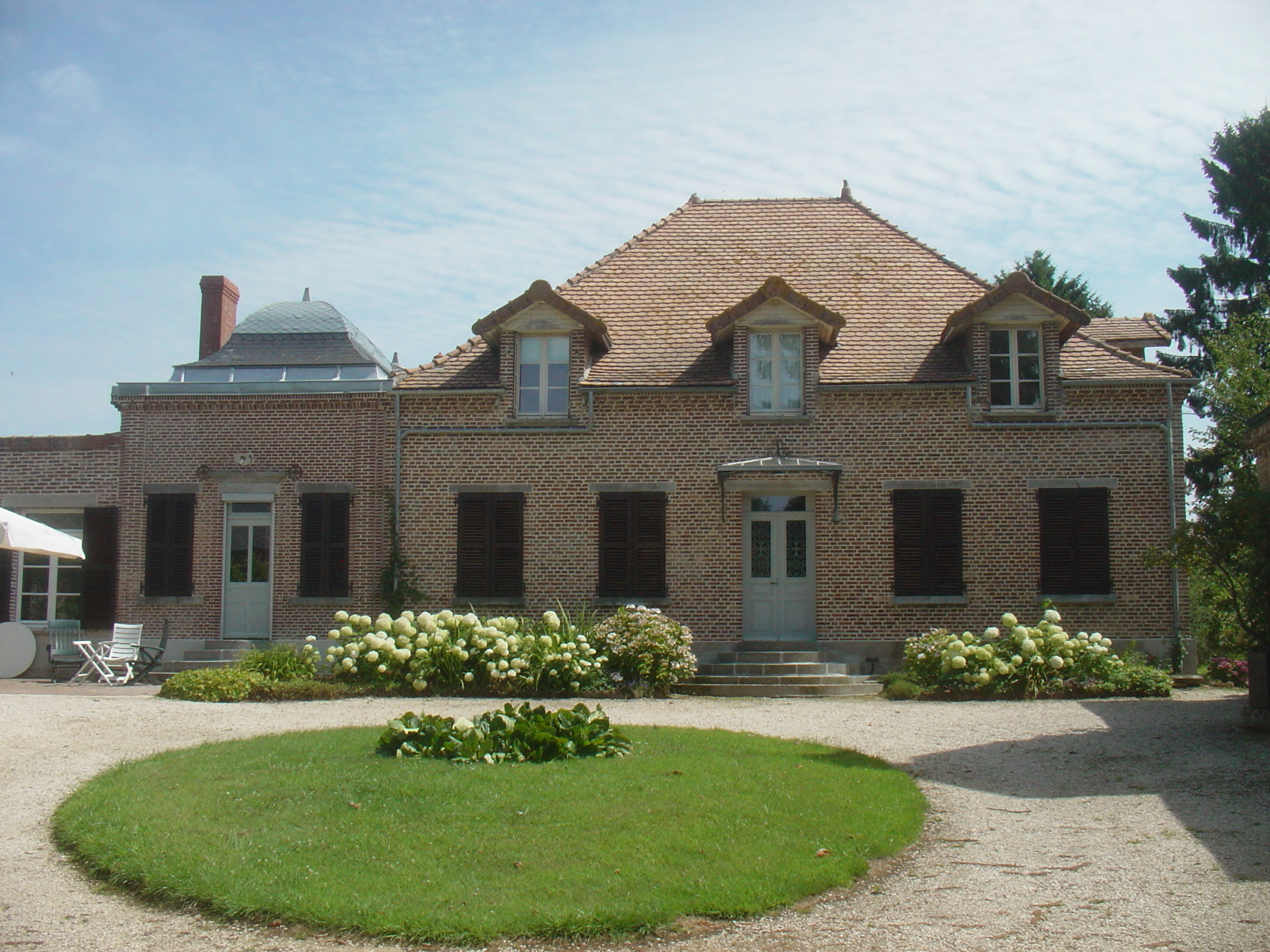
Le château.
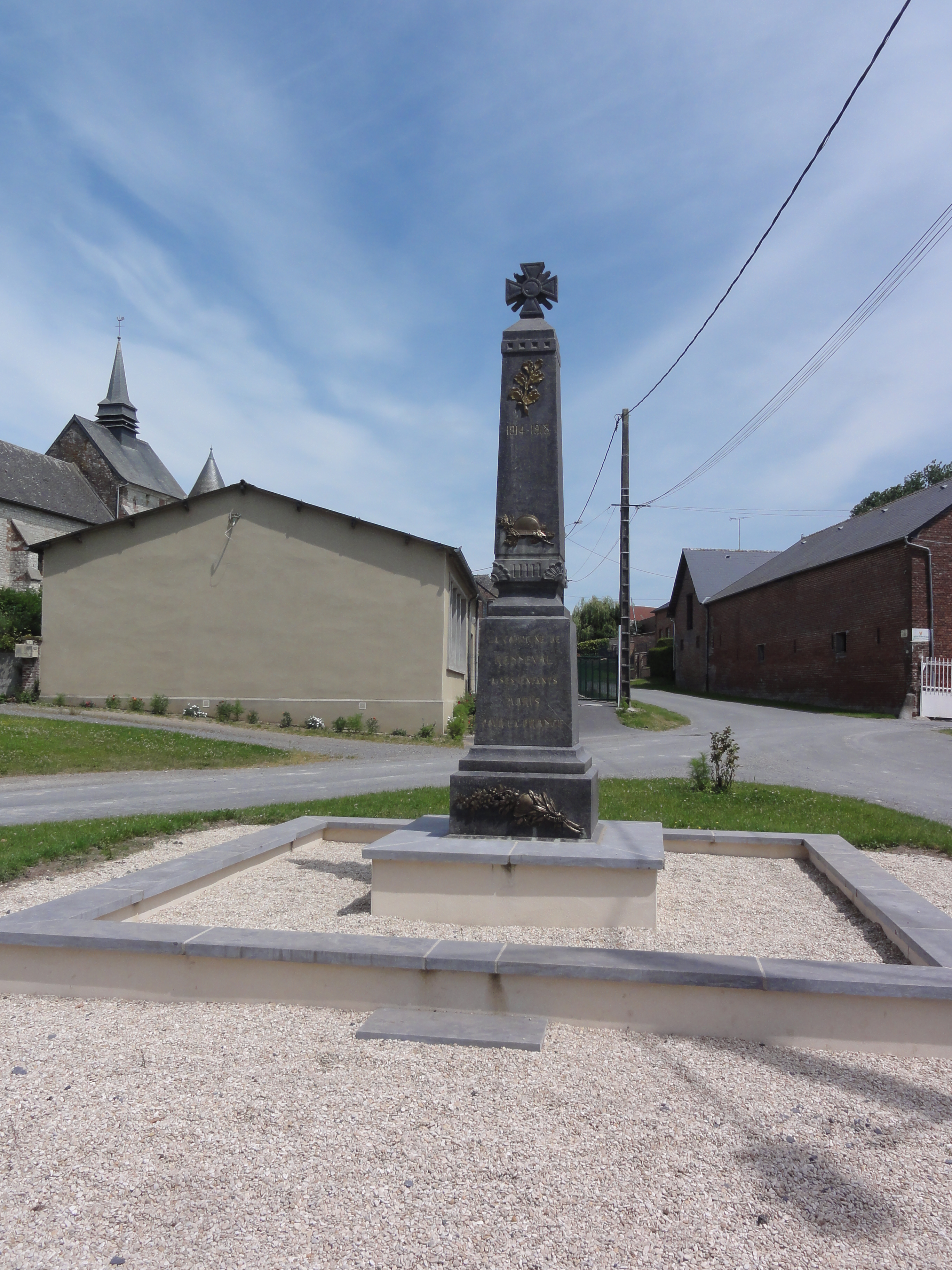
Le monument aux morts.
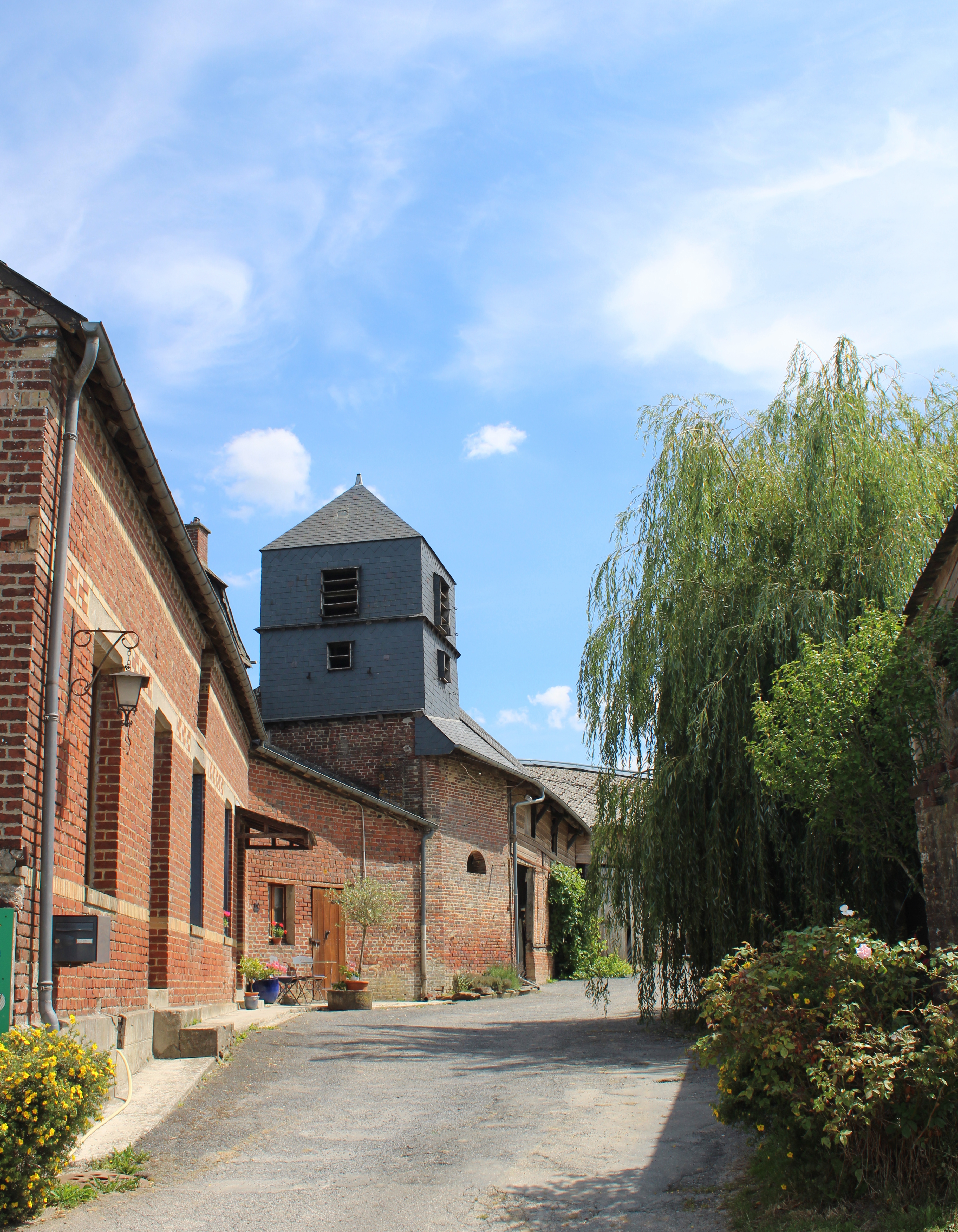
Le pigeonnier.

### Personnalités liées à la commune
Les seigneurs de Renneval
L'ancienne Maison de Rayneval (ou Renneval) s'est illustrée par ses alliances, ses services militaires dans tous les temps et la possession d'une des premières charges de la couronne. La filiation de cette Maison remonte à Nicolas de Renneval (XIIIe siècle).
Raoul II, chevalier, sire de Renneval, rendit ses services importants aux rois de France, Jean II le Bon, Charles V le Sage et Charles VI. Il servit à Paris en avril 1360, lorsque le roi d'Angleterre mena le siège de Paris. Il accompagna souvent le roi de France dans ses voyages et il fut l'un des douze chevaliers nommés pour gouverner le royaume pendant la démence du roi Charles VI. Il s'était marié trois fois et ses trois femmes sortaient des plus anciennes et des plus illustres maisons de Picardie. Son sceau était : Une croix chargée de cinq Coquilles, un casque couronné, surmonté d'une tête de dragon-volant. Sa légende était : Raoul de Renneval, pannetier de France.
Renneval et la Hollande
La déclaration du 29 décembre 1698 permettait aux protestants fugitifs de rentrer en France et de reprendre la possession de leurs biens, à la condition de vivre dans la religion catholique et de ramener avec eux leurs femmes et leurs enfants.
Jean-Charles de Renneval profita de cette permission et abjura le protestantisme pour se convertir au catholicisme. Il avait été porte-étendard des gardes-du-corps du Roi ; les blessures qu'il avait reçues ne lui permettant plus de continuer son service, il se retira sur sa terre de Renneval où il vécut sans alliance.
En 1708, il abandonna de nouveau la France pour cause de protestantisme. Ses biens furent séquestrés et mis en règle le 28 juillet 1709.
Il mourut à Voorburg, près de La Haye (Pays-Bas). Son frère François, comte de Renneval était passé au service des Provinces-Unies de Hollande et commandait les troupes entretenues dans la colonie de Surinam, en Amérique. Le 26 mai 1702 il avait épousé Anne-Elisabeth de Glimmer, d'une famille ancienne et patricienne de la ville d'Amsterdam.

### Héraldique
| Blason de Renneval | Blason  | D'or à la croix de sable chargée de cinq coquilles d'argent. |
| Blason de Renneval | Détails | Le statut officiel du blason reste à déterminer.             |